# 우카일 왕조
ʿ우카일리드 왕조는(아랍어: الدولة العقيلية 알두울라 알우카이리야[*]) 시아파 아랍계 국가로, 여러 분파가 이라크, 레반트, 자지라, 남부 아나톨리아 대부분을 지배했다. 또한 10세기 후반과 11세기에 북서부 이란과 북부 아라비아도 통제했다. 역사 전반에 걸쳐 ʿ우카일리드 왕들은 인접한 대부분의 토후국들을 지배 영역에 편입하며 점차 중요한 지역 강국으로 성장하였고, 심지어 비잔틴 제국에 공물을 강요할 정도에 이르렀다. 주요 가문은 1세기 이상 동안 모술을 중심으로 통치하였다.

## 참고 문헌
1. ↑  Bosworth, Clifford Edmund (1996). The New Islamic Dynasties: A Chronological and Genealogical Manual. Columbia University Press
2. ↑  خاشع المعاضيدي. دولة بني عقيل في الموصل. p. 71.
3. ↑  ابو الفدا. تأريخ الملك المؤيد. Vol. 2. p. 205
4. ↑  سير أعلام النبلاء. Vol. 18. p. 483